# Technetium (99mTc) exametazime
Technetium (99m Tc) testsetazime là một dược phẩm phóng xạ được bán dưới tên thương mại Ceretec, và được các bác sĩ y học hạt nhân sử dụng để phát hiện tưới máu não khu vực bị thay đổi trong đột quỵ  và các bệnh mạch máu não khác. Nó cũng có thể được sử dụng để dán nhãn bạch cầu để xác định vị trí nhiễm trùng trong ổ bụng  và bệnh viêm ruột. Testetazime (phần không có tecneti) đôi khi được gọi bằng tên hóa học của nó là hexamethylpropyleneamine oxime hoặc HMPAO.

## Hóa học

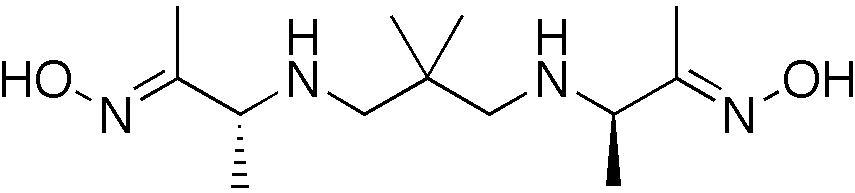
Một trong hai chất đối kháng của testsetazime (hexamethylpropyleneamine oxime, HMPAO)

Thuốc bao gồm testetazime như là một tác nhân chelating cho đồng vị kỹ thuật phóng xạ -99m. Cả hai dạng enantiomeric exametazime được sử dụng-thuốc là racemic. Các đồng phân lập thể thứ ba của cấu trúc này, dạng meso, không được bao gồm.